# Noemi Visentin
Noemi Visentin (Roma, 5 maggio 2000) è una calciatrice italiana, centrocampista o attaccante della Lazio.

## Carriera
Appassionatasi al calcio fin da giovanissima, dopo aver iniziato la carriera nelle formazioni giovanili miste giocando con i maschietti, giunta all'età limite prevista dai regolamenti, per la stagione 2014-2015 Visentin si trasferisce alla Lazio CF venendo aggregata anche alla squadra titolare che disputa il girone D della Serie B.
La stagione successiva si trasferisce alla Roma Calcio Femminile, società con cui rimane per quattro stagioni sfiorando più volte, anche grazie alle sue capacità di andare a rete, la promozione in Serie A.
Durante la sessione estiva di calciomercato 2019 fa ritorno ai colori biancazzurri della Lazio, nella squadra che dal 2015 ha rilevato l'attività della Lazio femminile storica, contribuendo al ritorno della società in Serie A vincendo il campionato di Serie B 2020-2021.

## Statistiche

### Presenze e reti nei club
Statistiche aggiornate al 3 maggio 2025.
| Stagione        | Squadra         | Campionato      | Campionato | Campionato | Coppe nazionali | Coppe nazionali | Coppe nazionali | Coppe internazionali | Coppe internazionali | Coppe internazionali | Altre coppe | Altre coppe | Altre coppe | Totale | Totale |
| Stagione        | Squadra         | Comp            | Pres       | Reti       | Comp            | Pres            | Reti            | Comp                 | Pres                 | Reti                 | Comp        | Pres        | Reti        | Pres   | Reti   |
| --------------- | --------------- | --------------- | ---------- | ---------- | --------------- | --------------- | --------------- | -------------------- | -------------------- | -------------------- | ----------- | ----------- | ----------- | ------ | ------ |
| 2014-2015       | Lazio CF        | B               | ?          | ?          | CI              | ?               | 0               |                      | -                    | -                    |             | -           | -           | ?      | ?      |
| 2015-2016       | Roma CF         | B               | 16         | 7          | CI              | 4               | 3               |                      | -                    | -                    |             | -           | -           | 20     | 10     |
| 2016-2017       | Roma CF         | B               | 18         | 10         | CI              | ?               | ?               |                      | -                    | -                    |             | -           | -           | 18+    | 10+    |
| 2017-2018       | Roma CF         | B               | 20         | 20         | CI              | ?               | ?               |                      | -                    | -                    |             | -           | -           | 20+    | 20+    |
| 2018-2019       | Roma CF         | B               | 18         | 6          | CI              | 4               | 1               |                      | -                    | -                    |             | -           | -           | 22     | 7      |
| Totale Roma CF  | Totale Roma CF  | Totale Roma CF  | 72         | 43         |                 | 8+              | 4+              |                      | -                    | -                    |             | -           | -           | 80+    | 47+    |
| 2019-2020       | Lazio           | B               | 16         | 7          | CI              | 2               | 0               |                      | -                    | -                    |             | -           | -           | 18     | 7      |
| 2020-2021       | Lazio           | B               | 26         | 7          | CI              | 2               | 1               |                      | -                    | -                    |             | -           | -           | 28+    | 8      |
| 2021-2022       | Lazio           | A               | 20         | 7          | CI              | 2               | 0               |                      | -                    | -                    |             | -           | -           | 22     | 7      |
| 2022-2023       | Lazio           | B               | 22         | 12         | CI              | 1               | 0               |                      | -                    | -                    |             | -           | -           | 23     | 12     |
| 2023-2024       | Lazio           | B               | 28         | 12         | CI              | 1               | 0               |                      | -                    | -                    |             | -           | -           | 29     | 12     |
| 2024-2025       | Lazio           | A               | 24         | 7          | CI              | 4               | 1               |                      | -                    | -                    |             | -           | -           | 28     | 7      |
| Totale Lazio    | Totale Lazio    | Totale Lazio    | 136        | 52         |                 | 12              | 2               |                      | -                    | -                    |             | -           | -           | 148    | 53     |
| Totale carriera | Totale carriera | Totale carriera | 208+       | 95+        |                 | 20+             | 6+              |                      | -                    | -                    |             | -           | -           | 228+   | 101+   |

## Palmarès

### Club
- Campionato italiano di Serie B: 2

Lazio: 2020-2021, 2023-2024